# Klinski (Adelsgeschlecht)

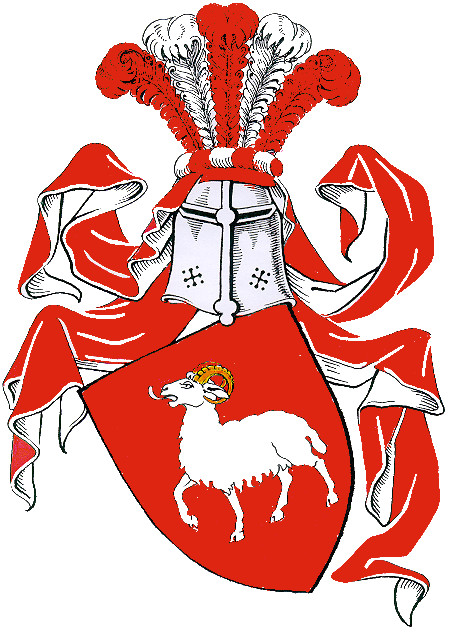
Wappen derer von Rautenberg-Klinski 1357

Klinski, auch Klinski von Rautenberg bzw. von Rautenberg-Klinski ist der Name eines alten pommerellischen Adelsgeschlechts.
Daneben gab es noch ein weiteres Adelsgeschlecht des Namens Klinski mit dem Wappen Swiat.
Entgegen einer anders lautenden Quelle gab es kein Adelsgeschlecht Klinski mit dem Wappen Newlin. Zu dem Irrtum kam es offensichtlich durch Auswertungen der Huldigungsliste von 1772 durch den Autor Emilian von Źernicki-Szeliga. Beim Huldigungsakt auf der Marienburg siegelte ein Herr v. Lukowitz-Newlin mit dem eigenen Wappen Newlin im Auftrag des Franz von Klinski (Wappen Junosza), Fähnrich von Braclaw auf dem Rittergut Niezorowo bei Tuchel, der nicht persönlich zur Huldigung erscheinen konnte.

## Rautenberg-Klinski (Wappen Junosza)

### Geschichte

#### Ursprung

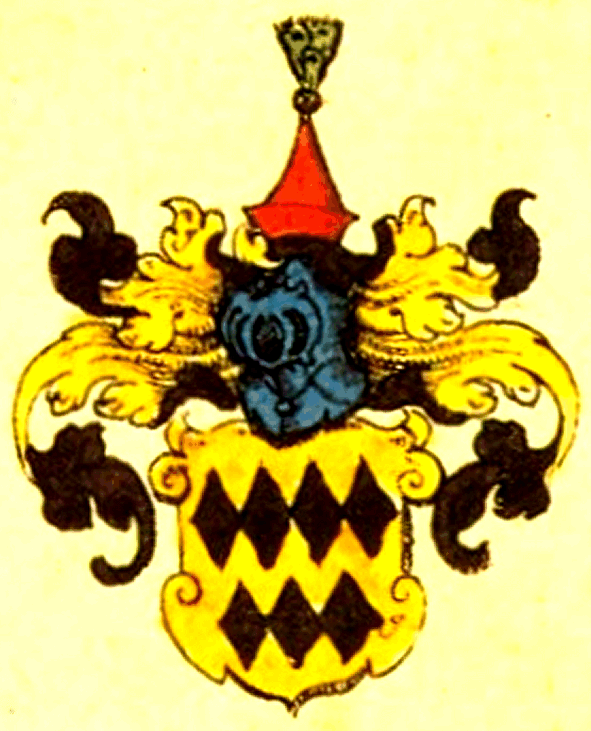
Rautenberg (Hildesheim)

Die Herren von Rautenberg-Klinski entlehnten ihren Namen dem Stammsitz Klinsch im Kreis Berent in Westpreußen, der im Jahr 1295 mit einem Privileg als adliges Landgut erstmals erwähnt wird. Sie entstammten jedoch nicht der kaschubischen Urbevölkerung, sondern sind als Kolonisatoren aus dem Heiligen Römischen Reich ins Land gekommen (sogenannte „Landeseinzöglinge“). Die Abkunft der Familie von Rautenberg-Klinski von der Familie von Rautenberg (Hildesheim) wird angenommen (näheres zur Verbindung der Geschlechter siehe unter Rautenberg (Adelsgeschlecht)). Die Herren von Klinski zählten zum Lehnsadel des Deutschen Ordens im Deutschordensstaat und im ausgehenden Mittelalter zum Adel in Preußen Königlichen Anteils. Mit den Teilungen Polens wurden die Herren von Klinski in den preußischen Adel aufgenommen. Nach Abschaffung der Adelsprivilegien mit Inkrafttreten der Weimarer Reichsverfassung zu Beginn der Weimarer Republik im Jahre 1919 waren sie Mitglied in der Deutschen Adelsgenossenschaft. Am 26. Oktober 2002 erfolgte durch das Deutsche Adelsarchiv in Marburg die erneute adelsrechtliche Anerkennung der Zugehörigkeit zum Deutschen Adel für die ehelichen Nachkommen des Viktor v. Klinski im Mannesstamm.

#### Nationale Ausrichtung
Die nationale und religiöse Ausrichtung der Familie von Rautenberg-Klinski ist eng mit den politisch-religiösen Umbrüchen der Zeit und Region verknüpft.
Im Preußischen Bund forderten auch Mitglieder der Familie von Klinski nach der Schlacht bei Tannenberg mehr Rechte bei der Regierung des Ordensstaates, was im Dreizehnjährigen Krieg mündete. So waren Steffen und Jocob von Clinsch (auf Groß Clinsch) bis 1452/53 Mitglieder im Preußischen Bund. Im Ergebnis konnte sich der westliche Teil des Bundes der Ordensherrschaft entziehen und verband sich als „Preußen königlichen Anteils“ in einer Union mit dem Königreich Polen.
Trotz dieser politischen Annäherung an Polen wurde mit dem ius indigenatus (sog. „Recht der Einheimischen“) gleichzeitig wieder von einer Einheit mit Polen abgerückt und die eigene Unabhängigkeit verteidigt. Noch bis in das Ende des 17. Jahrhunderts bleibt das ius indigenatus ein Leitmotiv ständischer Politik. Ein gutes Beispiel hierfür stellt der Kampf des Christoph von Klinski um seine Stellung als Abt im Kloster Pelplin dar. Auch nach den Teilungen Polens wurde noch bei der Besetzung von Ämtern (z. B. im Kloster Pelplin) auf das ius indigenatus Bezug genommen und, wenn auch häufig erfolglos, auf das Selbstverwaltungsrecht der pommerellisch-westpreußischen Stände gedrungen.
Nach den Teilungen Polens wendet sich ein Teil der Familie wieder dem ursprünglichen deutschen Kulturkreis zu, ein anderer Teil verbleibt polnisch orientiert. So heiratete z. B. Vincentina Malvina von Klinski (1847–1913), Tochter des Michael von Rautenberg-Klinski, den polnisch-nationalistischen Historiker Adalbert von Winkler, der unter dem später wieder polonisierten Namen Wojciech Kętrzyński bekannt wurde.

#### Religiöse Ausrichtung
Auch die religiösen Umbrüche der Zeit gingen an der Familie von Klinski nicht spurlos vorüber. So fand die Reformation nicht nur im östlichen Teil des Ordensstaates Zuspruch, der 1525 die Reformation einführte und den Ordensstaat in das weltliche Herzogtum Preußen umwandelte. Auch im Preußen Königlichen (polnischen) Anteils führten die meisten Städte die Reformation durch. Das Ermland wiederum blieb katholisch, und von hier aus wirkte Stanislaus Hosius als Hauptinitiator der Gegenreformation in Polen. Entsprechend neigten auch jene Mitglieder der Familie von Rautenberg-Klinski dem Lutherischen Glauben zu, die in das Danziger Patriziat eingeheiratet hatten. Andere Familienmitglieder wiederum hielten am katholischen Glaubensbekenntnis fest und finden sich in katholischen Kirchenämtern wieder (so z. B. Christoph von Klinski).
Und so mutet es damals wie heute skurril an, dass sich Georg von Klinski (1560–1631), der dem lutherischen Glauben angehört, für die Einsetzung seines katholischen Vetters Christoph von Klinski als Abt im Kloster Pelplin einsetzt. Die Tatsache, dass Georg von Klinski lutherischen Glaubens und somit ein „Ketzer“ sei, wird gegen ihn ausgelegt.
Im Zuge der Gegenreformation und zur Wahrung ihrer Karrierechancen im zunehmend polnisch dominierten Pommerellen sind die Mitglieder der Familie bis zu den Teilungen Polens wieder katholischen Glaubens.
Mit den Teilungen Polens ist ein Zweig der Familie von Rautenberg-Klinski wieder lutherischen Glaubens, während ein anderer Teil der Familie weiterhin dem katholischen Glauben verhaftet bleibt.

#### Verbreitung und Güter
Die Familie stammt ursprünglich aus Rautenberg, Gemeinde Harsum, nördlich von Hildesheim als Vasallen der Grafen zu Stolberg. Hauptverbreitungsgebiet der Familie von Rautenberg-Klinski in Westpreußen waren Kreis Berent, Kreis Dirschau, Kreis Konitz sowie Kreis Preußisch Stargard.
Zwischen 1415 und 1430 gab der Deutsche Orden im Gebiet Graudenz bei Hoch Stüblau (polnisch: Zblewno) auf den Resten einer älteren Siedlung ein neues Dienstgut aus, dem der Gründer den Namen Rautenberg gab. Im Jahr 1484 war ein Joannes von Rathembergk urkundlich auf Rautenberg nachgewiesen. Im Jahr 1526 erhielt Leonardus Klynski (verheiratet mit Emerencia von der Damerau-Wojanowski) ein erneuertes Besitzprivileg für das Gut Radzieiow, das auch zu späterer Zeit noch mit dem Zusatz „alias Rautenbergk“ bezeichnet wurde. Auch dieses Dokument sollte (wie im Fall von Garczyn) ein älteres Besitzprivileg für die von Rautenberg-Klinski ersetzen, das noch aus der Ordenszeit stammte.  Noch im Jahr 1695 war Rautenberg im Besitz der Anna Cäcilia v. Klinski.
Ältester nachgewiesener Güterbesitz in Westpreußen bestand an den Rittergütern Groß-Klinsch und Klein-Klinsch Krs. Berent von 1357 bis 1567, nach denen sich Mitglieder der Familie von Rautenberg fortan in Westpreußen benannten. Im Jahr 1570 umfasste Groß Klinsch 26 Hufen. Hinzu zählten eine Mühle und ein Gärtner. Das Gut ging dann auf die Familie v. Stojentin-Waglikowski über, deren Stammgut Waglikowice (dtsch.: Funkelkau) im Kreis Berent ist.
Bereits in der Zeit des Deutschen Ordens war das Rittergut Garczyn im Besitz der Familie von Klinski: Im Jahr 1526 erhielten Laurentius, Martinus Mathäus und Franciscus v. Klinski für ihr Rittergut Garczyn anstelle des Besitzprivilegs aus der Ordenszeit, das noch in deutscher Sprache abgefasst war, ein neues Besitzprivileg in lateinischer Sprache. Seit Mitte des 15. Jahrhunderts trugen die Besitzer von Garczyn wechselweise den Namen Garczynski (1481) oder Klinski (Laurentius Klinski im Jahr 1522). Gegen Mitte des 16. Jahrhunderts teilte sich die Familie in die Zweige von Rautenberg-Klinski und v. Rautenberg-Garczynski auf. In den Steuerlisten aus dem Jahr 1570 wurden dann schließlich die Herren Johannes und Franciscus Garczynski als Besitzer von Garczyn aufgeführt.
Joannes von Rautenberg-Klinski (1460–1522) erwarb um 1484 das Rittergut Simkau (Sueinekowe (1310), Czemke, Szimkowo) „für 28 geringe Mark“ von einem „Bürgerlichen“, dokumentiert im Schöffenbuch Graudenz.  Dessen Sohn Leonardus von Rautenberg-Klinski (1500–1558) war mit einer Emerencia aus der Familie von der Damerau-Woyanowski verheiratet, an die im Jahr 1616 Simkau kam. Im Jahr 1669 war dann „die edle Sophia Anna de Wojanowski“ als Besitzerin von Simkau angegeben.
Durch die Verbindung des Georg von Rautenberg-Klinski (1530–1570) mit Anna von Nostitz-Jackowski, Tochter des Michael von Nostitz-Jackowski, gingen Erbanteile an Niedamowo Krs. Berent sowie am Rittergut Klein Bölkau (Bielkowko) Krs. Danziger Höhe auf die Familie von Rautenberg-Klinski über. Deren Sohn Georg Klinski von Rautenberg (1560–1631) erwarb dann die übrigen Anteile beider Güter von Achatius von Nostitz-Jackowski. Klein Böhlkau ging 1685 in den Besitz des Klosters der Dominikaner in Danzig über und ging nach Enteignung der katholischen Kirche nach der Teilung Polens 1772 in preußischen Kronbesitz über. Niedamowo blieb bis 1788 im Familienbesitz und umfasste in dieser Zeit eine Fläche von 252 Hektar.
Das Rittergut Niezurawa (Neserow, Nyscheraw, Iserau) gehörte ursprünglich als ererbtes Landgut der Familie Niezurawski (Handfeste aus dem Jahr 1425 für Peter Nyscheraw). Ab dem Jahr 1648 war Niezurawa dann im Besitz der Familie von Tokarski. Vom Starosten von Tuchel, Wojciech Radziwiłł (ca. 1600–1656), erhielt Wojciek von Tokarski als Sicherheit für einen gewährten Kredit in Höhe von 300 zl. die Landgüter Klodnia und Siennica (Sicinni) überschrieben. Mit dem Tod des Wojciek von Tokarski gingen die Güter 1701 auf Ewa von Zawatzki (Tochter des Samuel von Zawatzki und der Catharina von Tokarski) über, die Frau des Franciscus Stanislaus von Rautenberg-Klinski (ca. 1670–1745, Landrichter in Dirschau). Klodnia war bis 1945 im Besitz der Familie von Rautenberg-Klinski.
Durch die Verbindung des Ignatius v. Rautenberg-Klinski mit Marianna Magdalena v. Hirtenberg-Pastorius (Tochter des Antonius Josephus v. Hirtenberg-Pastorius und der Johanna v. Lebinski) kamen Klein Kelpin und Smengorczin im Kreis Danziger Höhe im Jahr 1794 zur Familie v. Rautenberg-Klinski. Das Gut ging gegen 1804 als Mitgift über die Verbindung der Paulina v. Klinski mit Joseph v. Lewald-Jezierski weiter an die Familie v. Lewald-Jezierski.
Das Rittergut Bonschek Krs. Berent (polnisch: Bączek) wurde im Jahr 1815 durch Ignaz von Rautenberg-Klinski (1760–1818) von den Kindern des im Jahr 1813 gestorbenen Johann Georg v. Lewinski erworben. Nach dessen Tod im Jahr 1818 ging Bonschek auf dessen Söhne Michael, Ignaz und am Ende ausschließlich an seinen Erstgeborenen Valentinus v. Rautenberg-Klinski über. Bonschek war noch 1850 im Eigentum der Witwe des Valientinus, Cäcilia v. Rautenberg-Klinski, geborene v. Wolski (Tochter des Alexander Lucas v. Wolski und der Barbara v. Lewinski).
Bis 1650 war Fabian von Klinski (Sohn des Leonhard von Klinski und der Christina von Giese, Tochter des Michael von Giese und der Ursula von Heidenstein, Schwester des Reinhold Heidenstein) Besitzer von Thymau bei Riesenburg im Ermland.
Weiterer Güterbesitz ist unter anderem an folgenden Rittergütern nachgewiesen: Borschestowo Krs. Dirschau, Gawronitz Krs. Konitz, Kawentschin Krs. Konitz sowie Klein-Podleß Krs. Pr. Stargard. Des Weiteren die Güter Klukowahuta Krs. Karthaus, Stecklin Krs. Preußisch Stargard.

### Wappen

#### Stammwappen
In Rot ein schreitender oder aufsteigender, golden behornter silberner Schafbock mit angehobenem inneren Vorderfuß. Helmzier: Ein golden gekrönter Helm mit Halskleinod und rot-silberner Decke, besteckt mit fünf Straußenfedern rot-silber-rot-silber-rot.

#### Varianten
Ein Joannes von Klinski führte um 1600 das Stammwappen mit lediglich drei Straußenfedern in rot-weiß-rot, abgebildet auf dem Gedenkstein unter dem Pult im Chorsaal in der Kirche des ehemaligen Dominikanerklosters in Danzig (jetzt Nikolaikirche).
Um 1600 führte Christoph von Klinski ein deutlicher verändertes Wappen: Im Schild führt er einen Schafbock, am Unterkörper und den Beinen geschoren, an den Seiten Blutflecken. Als Helmzier führt er einen Schafsrumpf, im unteren Bereich geschoren.
Um 1800 führte Adalbert von Rautenberg-Klinski (1758–1831) untenstehendes Wappen, ein klassisches Beispiel kirchlicher Heraldik vom Beginn der heraldischen Verfallszeit.

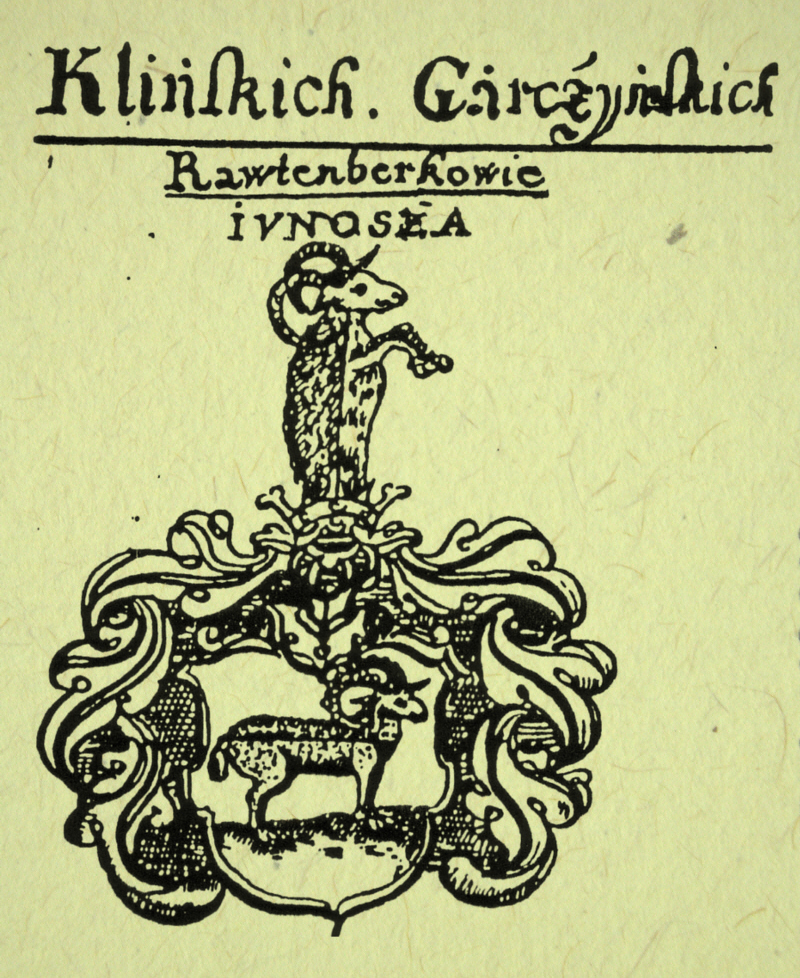
Wappen des Christoph von Klinski (Dachnowski, 1631)
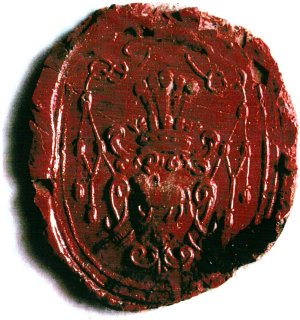
Siegel des Adalbert von Rautenberg-Klinski  (1759–1831)
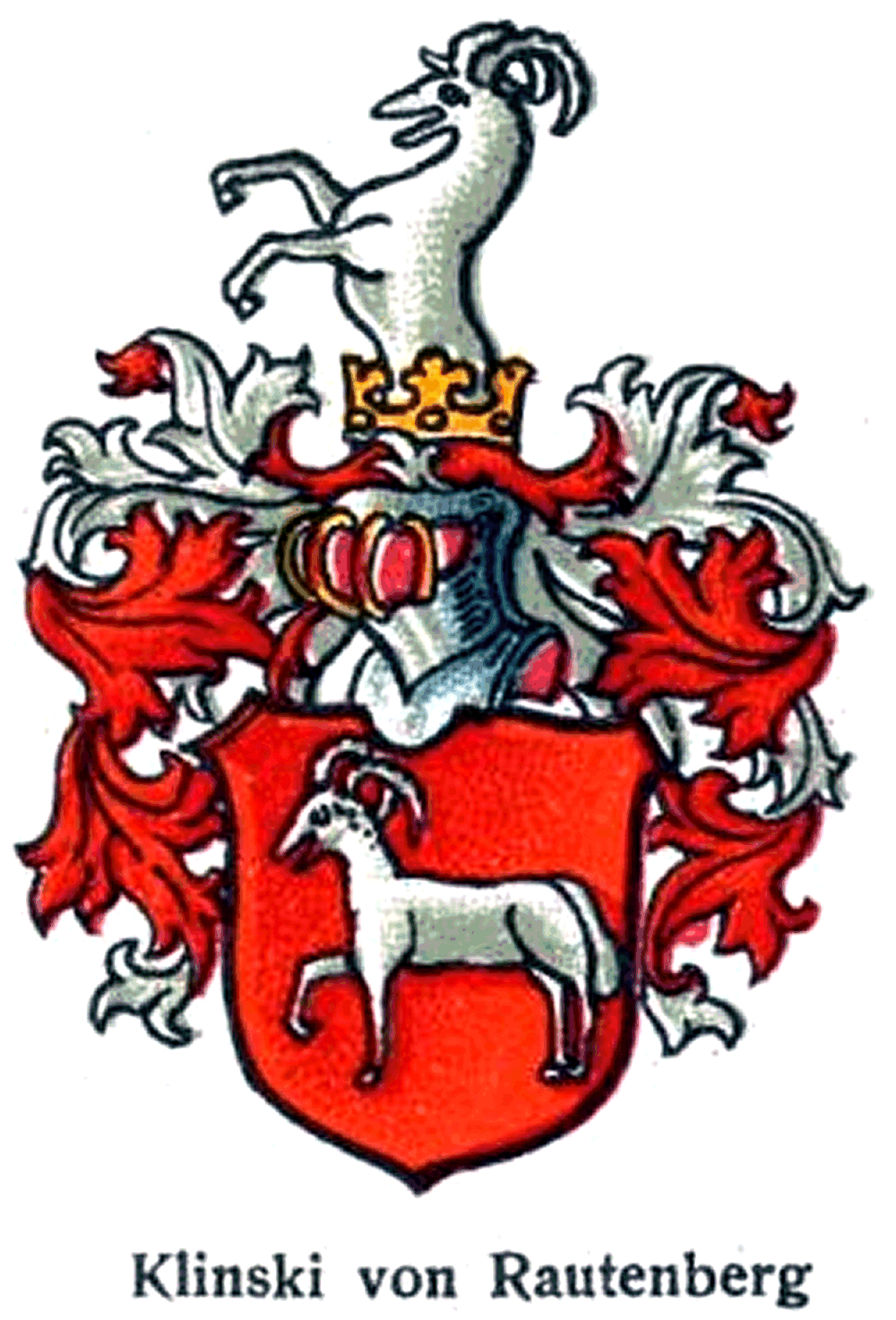
Wappenvariente von Adolf Matthias Hildebrandt
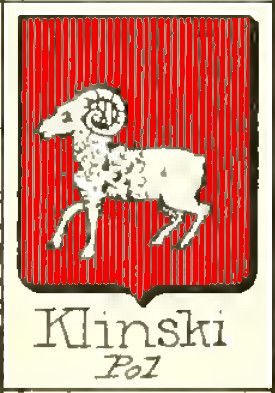
Wappen der Familie von Klinski (Rietstap, 1903)

### Persönlichkeiten
- Leonardus von Klinski (1500–1558), Erbherr auf Rautenberg Kreis Preußisch Stargard, Mitglied der Preußischen Stände
- Christoph von Klinski (1526–1598), Statthalter des Königs von Polen auf den Starosteien Roggenhausen Kr. Graudenz, Bransk und Suraz (Großpolen)
- Georg Vladislav von Klinski genandt Rautemberg (1560–1631), Mitglied der Preußischen Stände, seit 1590 königlicher Steuereinnehmer für Pommerellen
- Christoph von Klinski (um 1590), Abt im Kloster Pelplin[25]
- Stanislaus Franciscus von Klinski (1600–1682), Landrichter in Mirchau, Königswähler im Jahr 1632 bei der Wahl von Władysław IV. Wasa zum König von Polen
- Johann von Klinski (1610–1695), Mitglied der preußischen Landbotenstube
- Michael Klinski von Rautenberg (1625–1653), Mitglied der Preußischen Stände, Königswähler
- Casimir Johannes von Klinski (1655–1710), Schatzmeister in Livland
- Georgius Vladislaw von Klinski (ca. 1660–1690), königlicher Sekretär
- Johannes von Klinski (1670–1750), Deputierter für die Wojewodschaft Pommerellen auf dem Reichstag zu Warschau im Jahr 1730
- Augustinus Thaddeus von Klinski (1701–1751), Doktor beider Rechte, Domherr in Livland, Archidiakon des Domkapitels Pommerellen[26]
- Stanislaus von Klinski (um 1705–nach 1757), Archidiakon des Domkapitels Pommerellen
- Adalbert von Rautenberg-Klinski (1759–1831), Domherr im Bistum Ermland, Domherr zu Culm[27], Prosynodalrichter (3. Instanz) für Pommerellen[28]
- Michael von Rautenberg-Klinski (1808–1884), Jurist, Deputierter für Danzig im Preußischen Abgeordnetenhaus, 1858–1884 Bürgermeister in Berent[29]
- Vincentina Malvina von Klinski (1847–1913), Tochter des Michael von Rautenberg-Klinski, Ehefrau des Adalbert von Winkler (Wojciech v. Kętrzyński)
- Wlodzimierz Jan Ignacy von Klinski (1887–1940), Rittmeister, ermordet 1940 durch die Rote Armee bei Katyn[30]
- Marianna von Klinski-Wetzel (geb. 1939), Regionalhistorikerin

### Weitere Namensträger

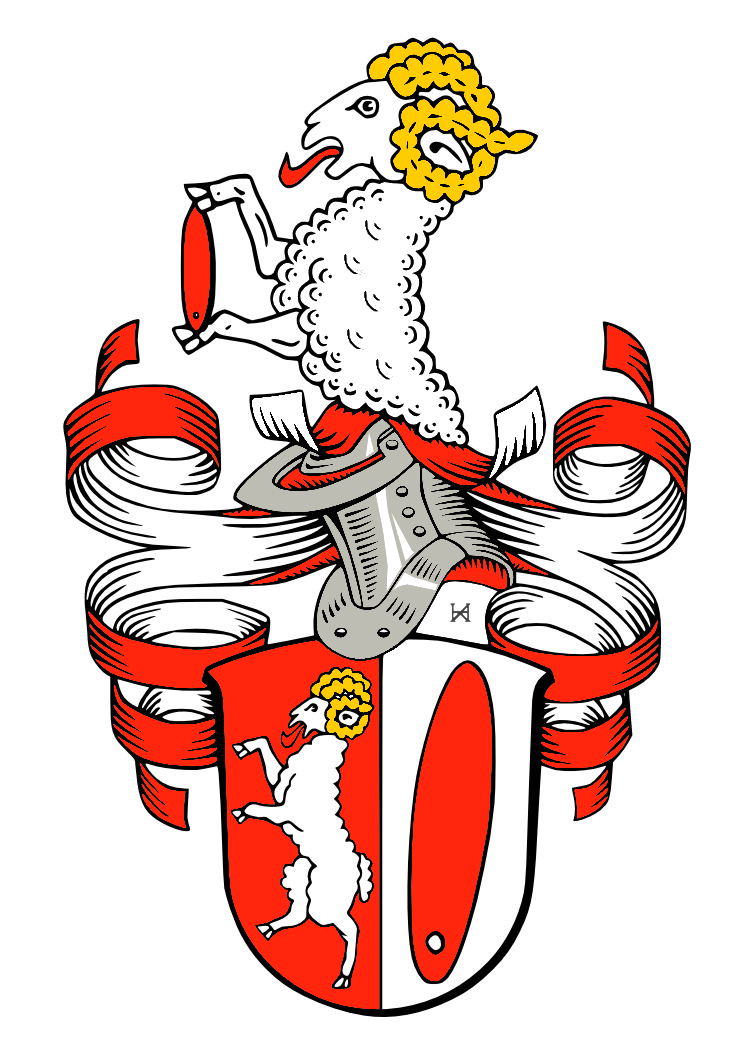
Wappen derer von Klinski-Wetzel

Die Familie läuft noch vor Mitte des 21. Jahrhunderts in seinem deutschen, evangelischen Ast im Mannesstamm aus. Daher wird die Familie in mehreren Zweigen im weiblichen Stamm fortgeführt. So sind z. B. alle Nachkommen der Marianna v. Klinski-Wetzel, geborene v. Klinski, und des Prof. Dr. Peter Wetzel in männlicher und weiblicher Linie, die den Namen von Klinski-Wetzel tragen, berechtigt, nebenstehendes redendes Wappen zu tragen: Schild gespalten, vorne in Rot ein silberner Widder, hinten in Silber ein roter Wetzstein. Helmzier: Rumpf eines aufsteigenden Widders, einen roten Wetzstein zwischen den Vorderbeinen, Wahlspruch: semper vigilans (Immer wachsam).

## Klinski (Wappen Swiat)

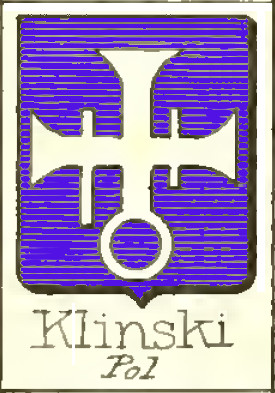
Wappen der Familie Klinski, nobilis (Wappenfamilie Swiat)

Es gab noch ein weiteres Adelsgeschlecht des Namens Klinski, jedoch mit dem Wappen Swiat. Mitglieder dieser Familie wurden auch in den russischen Adel aufgenommen. Sie trugen nicht den im deutschsprachigen Raum üblichen Namenszusatz "von" im Namen, sondern wurden mit dem Zusatz "nobilis" bzw. "nobilis et generosus" als Mitglieder des polnischen bzw. russischen Adels ausgewiesen.

### Verbreitung
Ein Ritter Daniel Klinski wird in der Wojewodschaft Kiew und zeitweise in Finnland und Schweden erwähnt. Des Weiteren sind folgende Personen dieser Familie urkundlich nachgewiesen: Barbara Klinska, Ehefrau des Jan Aksak, Landrichter in Kiew im Jahr 1610; Dorota Klinska, Ehefrau des Wojciech Jezewski, Truchseß in Wittkomierz in Litauen im Jahr 1720; Peter Klinski ist im Jahr 1763 Mitglied des Litauischen Adels; Johann Klinski gehört im Jahr 1763 dem Litauischen Adel an und wird im Jahr 1770 auch als Landregent in Litauen erwähnt.

### Wappen
Das polnische Wappen Swiat (Weltkugel) zeigt ein Kreuz stehend auf einer Weltkugel.